# Classe de protection
 (juillet 2022).
Si vous disposez d'ouvrages ou d'articles de référence ou si vous connaissez des sites web de qualité traitant du thème abordé ici, merci de compléter l'article en donnant les références utiles à sa vérifiabilité et en les liant à la section « Notes et références ».
La classe de protection permet de qualifier un type ou une qualité de protection vis-à-vis d'un risque défini.

## Classes de protection électrique

Symbole pour des équipements de Classe 1 IEC 60417-5019 (DB:2002-10)

Il existe 4 classes de protection électrique définies notamment dans les normes de sécurité électrique (ex: EN 62368; EN 61010-1) :
- Classe 0 : l’appareil possède une isolation principale (enveloppe) sans liaison de terre. Les prises de ces équipements n'ont pas de broche de terre. La carcasse métallique pourrait être mise à un potentiel dangereux pour l'homme (par un défaut d'isolation par exemple) sans que le défaut soit détecté avant le contact ;
- Classe 1 : l'appareil possède une isolation principale et une isolation supplémentaire (borne de terre). Ces équipements possèdent une prise de terre sur laquelle sont connectées les parties métalliques ;
- Classe 2 : l'appareil possède une isolation double ou renforcée (équivalent à deux fois l'isolation principale) sans partie métallique accessible. Les prises des équipements de classe 2 ne possèdent pas de broche de terre ;
- Classe 3 : l’appareil fonctionne en très basse tension de sécurité (TBTS) (50V maximum). L'abaissement de tension doit être réalisé à l'aide d'un transformateur de sécurité, réalisant une isolation galvanique sûre entre le primaire et le secondaire.

La classe de protection électrique de l'équipement doit être indiquée dessus à l'aide du symbole correspondant.
Note: la vente de matériel de classe 0 est interdite en Europe.

Symbole pour des équipements de Classe 2 IEC 60417-5172 (DB:2003-02)

## Classe de protection contre les UVs
Les optiques utilisés pour la protection contre les rayons UV sont désignés par des numéros.

## Classe de protection des EPI
Les Équipements de protection individuelle (EPI) sont qualifiés par des numéros indiquant leur résistance, et la protection qu'ils assurent à l'opérateur pour les domaines suivants :
- EN 374 : Micro Organisme, ou Chimie générale, ou Chimie pour un composant spécifique

Symbole pour des équipements de Classe 3 IEC 60417-5180

- EN 388 : Mécanique
- EN 407 : Chaleur et feu
- EN 421 : Radioactivité

- EN 511 : Froid